# Gara Asău
Gara Asău este o stație de cale ferată care deservește comuna Asău, județul Bacău, România.